# Manuel Pereira
Manuel Pereira Senabre (Madrid, 1961. június 18. –) világbajnok spanyol párbajtőrvívó, edző, Yulen Pereira Európa-bajnoki ezüstérmes párbajtőrvívó apja.